# Giovanni Micheletto
Giovanni Micheletto (Sacile, 21 de janeiro de 1889 - Sacile, 29 de setembro de 1958) foi um ciclista profissional da Itália. Atuou profissionalmente entre 1909 - 1910 e 1912 - 1914.

## Premiações
- Giro d'Italia 1912: , vencedor da classificação geral com a equipe Atala.
- Venceu a primeira etapa do Tour de France de 1913.